# Chouans
Pour les articles homonymes, voir Chouan (homonymie).

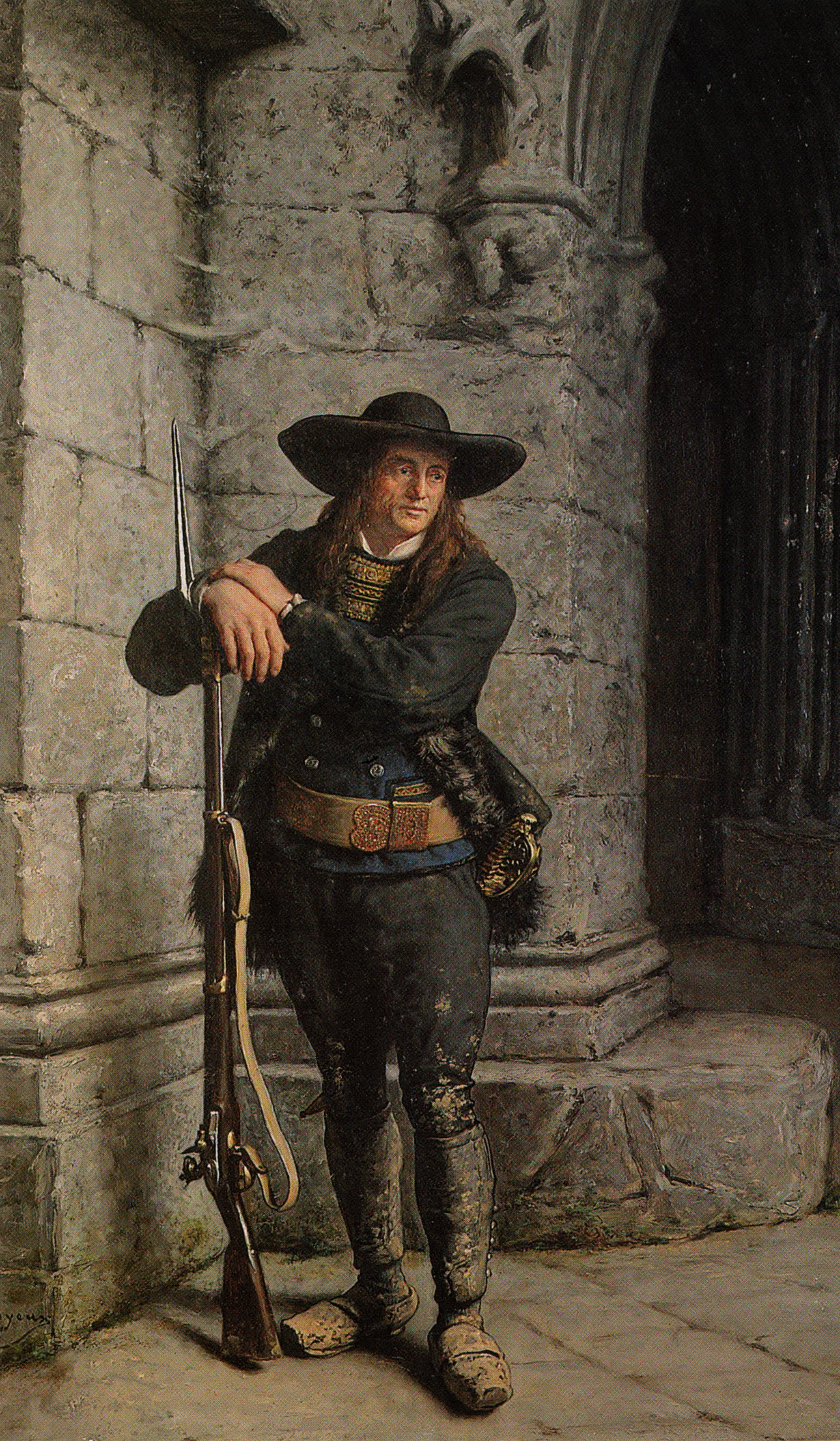
Breton en sentinelle devant une église, peinture de Charles Loyeux.

Les chouans étaient des insurgés royalistes de Bretagne, du Maine, de Basse-Normandie et du nord de l'Anjou pendant les guerres de la chouannerie.
Actifs au nord de la Loire, les chouans sont distincts des « Vendéens », actifs quant à eux au sud du fleuve, dans le Bas-Poitou, le sud de l'Anjou et le Pays de Retz breton.

## Origine de l'appellation

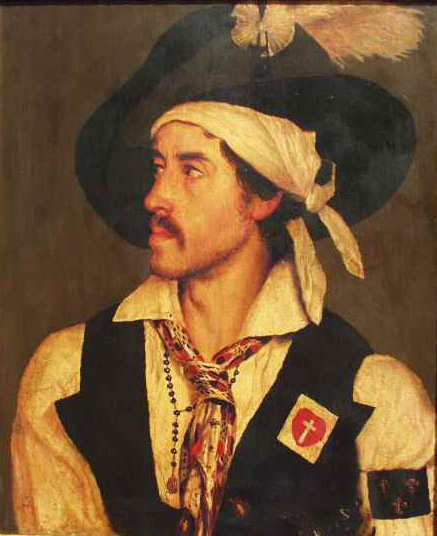
Jean Chouan (1757-1794)', huile sur toile L. de Labarre, 1840.

Les membres de la famille Cottereau portaient ce surnom de « Chouan » (en français : « chat-huant », ou « chouin », nom local de la chouette hulotte), selon les uns, parce que leur aïeul était naturellement triste et taciturne, selon d'autres, parce qu'en faisant la contrebande du sel, ils contrefaisaient le cri du chat-huant pour s'avertir et se reconnaître[réf. nécessaire].
Cette version est donnée par Jacques Duchemin des Cepeaux, qui affirme tenir ce détail du dernier frère de Jean Chouan :

« Le nom de famille de Jean Chouan était Cottereau ; le surnom de Chouan avait été donné à son grand-père parce qu'il était naturellement taciturne et triste, et que, dans les réunions, il se tenait toujours dans un coin à l'écart. De là il fut appelé le Chouan (le Chat-huant). Depuis ce temps, la famille Cottereau conserva ce surnom. On le donna ensuite à tous les hommes qui se réunirent pour combattre sous les ordres de Jean, et enfin aux autres royalistes armés dans les provinces de l'Ouest. »

Jean Chouan prend les armes le 15 août 1792 à Saint-Ouën-des-Toits pour s'opposer au recrutement des volontaires.
Ce nom de « chouans » apparaît pour la première fois dans un document de l'administration républicaine le 27 octobre 1793, lorsque le district de Fougères rapporte dans son registre des délibérations : « Les cultivateurs sont dans l'état d'inquiétude et d'alarme, les brigands sont à Balazé, quinze brigands de la Petite Vendée à la tête desquels sont les chouans frères. Il semble que ces hommes étaient les mêmes que ceux qui firent une incursion à la mi-août sur Montautour, Châtillon, Parcé »,. Le terme va rapidement rentrer dans l'usage pour désigner les insurgés du nord de la Loire,.
Les historiens du XIXe siècle — Savary ; Joseph Lequinio, l'auteur des Mémoires d'un Administrateur des Armées Républicaines dans la Vendée ; Joseph de Puisaye surtout, mieux renseigné que personne, puisqu'il était le chef suprême de la Chouannerie — affirment que les frères Chouan donnèrent leur nom à l'insurrection qu'ils avaient organisée les premiers.

## La Chouannerie

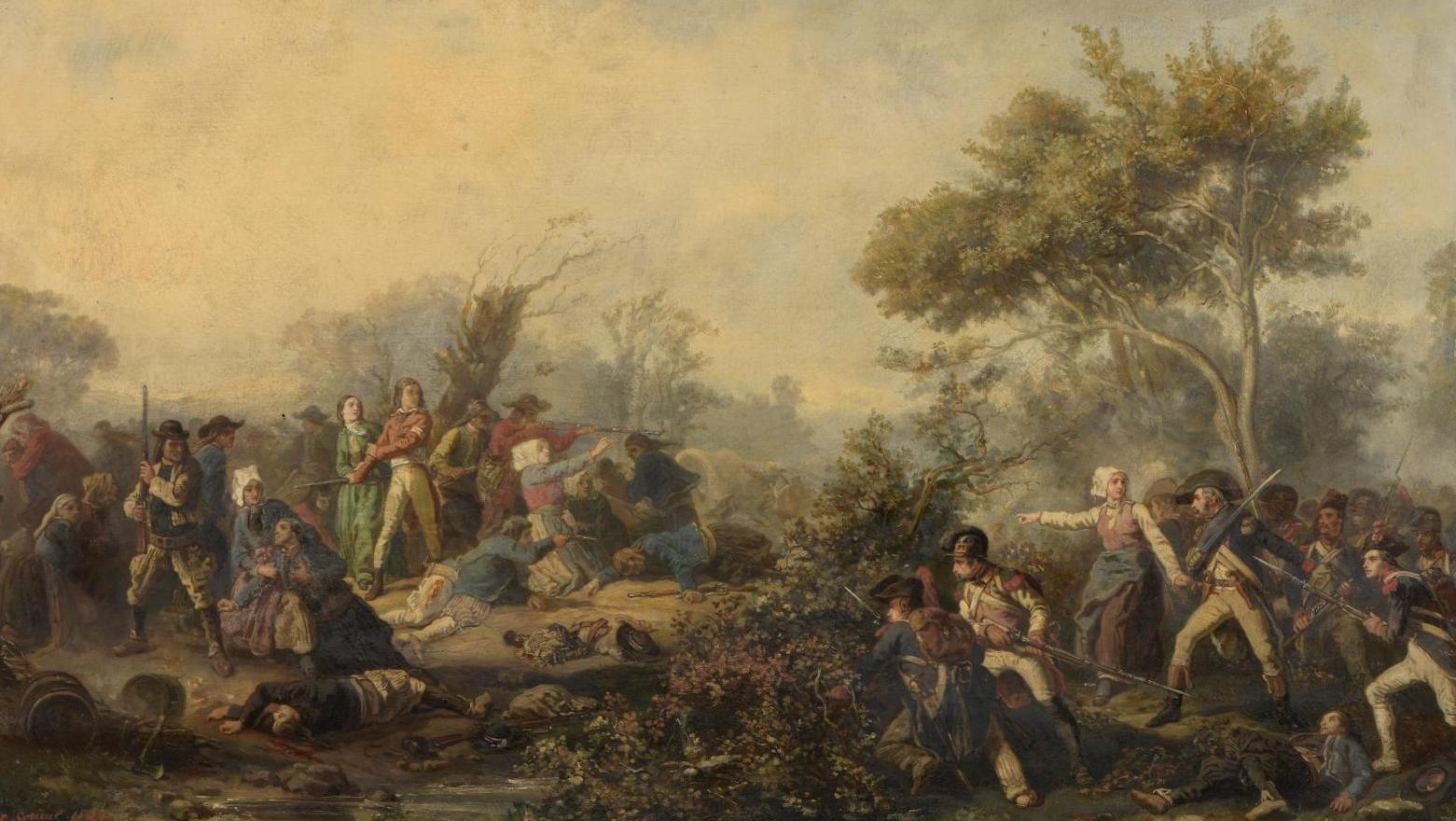
L’Insurrection des chouans, huile sur toile de Jean Sorieul, 1856.

Les premiers troubles dans l'Ouest de la France éclatent en janvier 1791 et se multiplient à partir du printemps 1792. En mars 1793, la Bretagne, le Maine, l'Anjou et le Poitou sont touchés par une vaste insurrection paysanne contre la levée en masse. Au nord de la Loire, les patriotes viennent à bout de la révolte, mais au sud du fleuve les insurgés résistent, entraînant ainsi le début de la guerre de Vendée. Génériquement appelés les « Vendéens » après la bataille de Pont-Charrault, les insurgés du sud de la Loire forment une « Armée catholique et royale » qui remporte plusieurs victoires contre les républicains mais qui finit par être écrasée en octobre 1793 à la bataille de Cholet. Acculée sur les bords de la Loire, l'armée vendéenne franchit le fleuve avec l'espoir de relancer l'insurrection en Bretagne et dans le Maine. Lors de cette expédition, appelée la « Virée de Galerne », plusieurs milliers de Bretons et de Mainiots rejoignent l'armée vendéenne où ils constituent un corps qui est appelé la « Petite Vendée ». L'armée vendéenne se porte jusqu'à Granville, en Normandie, mais elle finit par être anéantie à la bataille du Mans et à la bataille de Savenay en décembre 1793.
La Virée de Galerne est à l'origine directe de la Chouannerie qui naît véritablement en décembre 1793,. Formés autour d'un noyau de combattants aguerris de la « Petite Vendée », les chouans pratiquent une sorte de guérilla qui naît dans les zones parcourues par les Vendéens, puis qui s'étend progressivement à travers la Bretagne, le Maine, l'Anjou et une partie de la basse Normandie.

## Sociologie

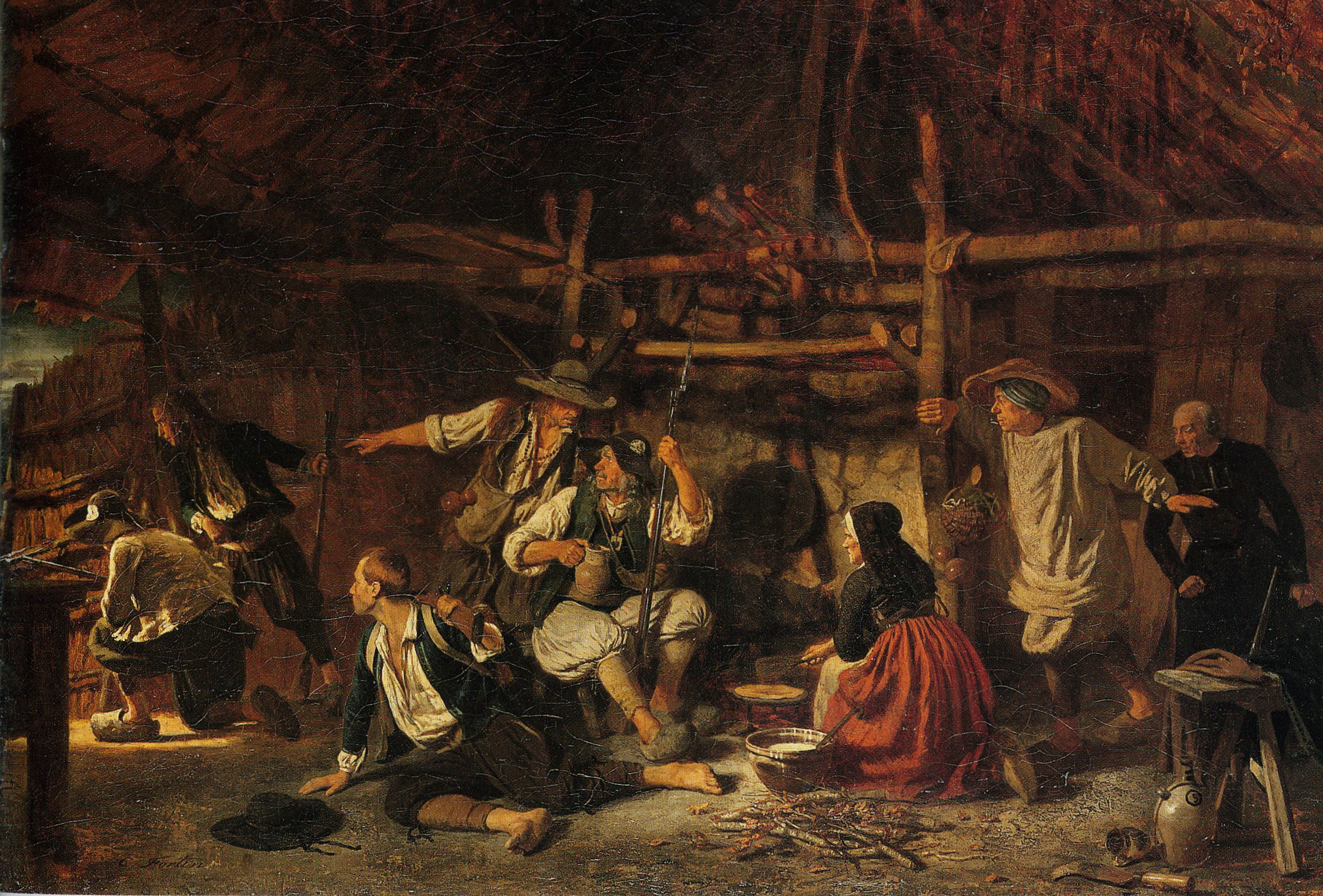
Les Chouans, huile sur toile de Charles Fortin, 1849.

Sociologiquement, les Chouans sont des hommes jeunes et des paysans. Plusieurs évaluations permettent de situer l'âge moyen des chouans entre 18 et 30 ans et le plus souvent entre 20 et 25 ans. Ainsi selon Donald Sutherland, cité par Roger Dupuy, un échantillon des effectifs des Chouans de l'est de l'Ille-et-Vilaine donne une moyenne d'âge de 20 ans pour le pays de Fougères, 22 et demi pour celui de Vitré et 22 pour La Guerche-de-Bretagne. De plus en Loire-Atlantique, 88 % des Chouans pensionnés en 1815 avaient moins de 30 ans en 1795,. La genèse du mouvement Chouan est fortement liée à la conscription militaire dans le cadre de la levée en masse qui touche les célibataires de 18 à 25 ans. De nombreux jeunes gens préfèrent rejoindre les insurgés où ils forment le gros des bandes chouannes.
Concernant la profession des Chouans, environ 80 % d'entre eux sont paysans, dont près de 10 % de tisserands, dont les conditions de vie sont très proches de celles de la paysannerie, on compte également environ 10 % d'artisans. On peut également rappeler qu'à la fin du XVIIIe siècle, le monde paysan regroupe 80 % de la population française. Les paysans ne sont pas moins républicains que les marins, mais ceux-ci restent cependant minoritaires au sein des Chouans, mis à part dans quelques divisions, à cause de la surveillance des côtes par de fortes garnisons républicaines, constamment sur le pied de guerre dans la crainte de débarquements de troupes britanniques.
En Bretagne, Normandie, Maine et Anjou, en 1796, au plus fort de la guerre, les Chouans comptent sur plus de 50 000 hommes dont 30 000 Bretons, soit 5 % de la population masculine des territoires insurgés.
Les femmes s'impliquent dans la guerre en cachant les prêtres et les blessés et en assurant une partie de la circulation des informations et l'approvisionnement. Bien que rares, on trouve également quelques femmes parmi les combattants : l'une d'entre elles, mademoiselle du Rocher du Quengo, dite « Victoria » ou « Capitaine Victor » est officière dans la division de Bécherel et est tuée en juillet 1795 au combat des Iffs. Selon Roger Dupuy : « Des textes, le plus souvent dus aux Bleus, mentionnent la furie des femmes lors d'embuscade où elles poussaient les hommes à en découdre et s'occupaient plus spécialement d'achever les blessés patriotes. […] Il semblerait que ces mentions de sauvagerie féminine soient relativement rares malgré les violences que la soldatesque faisait immanquablement subir aux femmes des hameaux jugées suspectes et livrées à des représailles au lendemain d'une embuscade chouanne réussie ».
Protégés par les Chouans les prêtres réfractaires n'ont pas d'implication directe dans la guerre, un petit nombre siège dans les Conseils royalistes et s'occupent essentiellement des correspondances. Selon l'historien Roger Dupuy : « les rôles sont clairement dévolus et les prêtres réfractaires n'ont pas à se mêler aux affrontements militaires. Il semble que la plupart des officiers royalistes leur conseillent de s'en tenir à leur fonction sacerdotale, ne serait-ce que pour en affirmer le caractère sacré et se démarquer des prêtres « jureurs » parfois officiers dans la garde nationale et souvent armés de fusils pour se protéger contre les incursions des Chouans ».

## Symbole du chat-huant

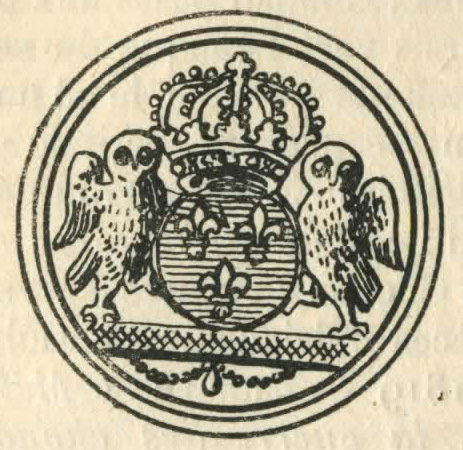
Cachet de l'armée royaliste de Bretagne.

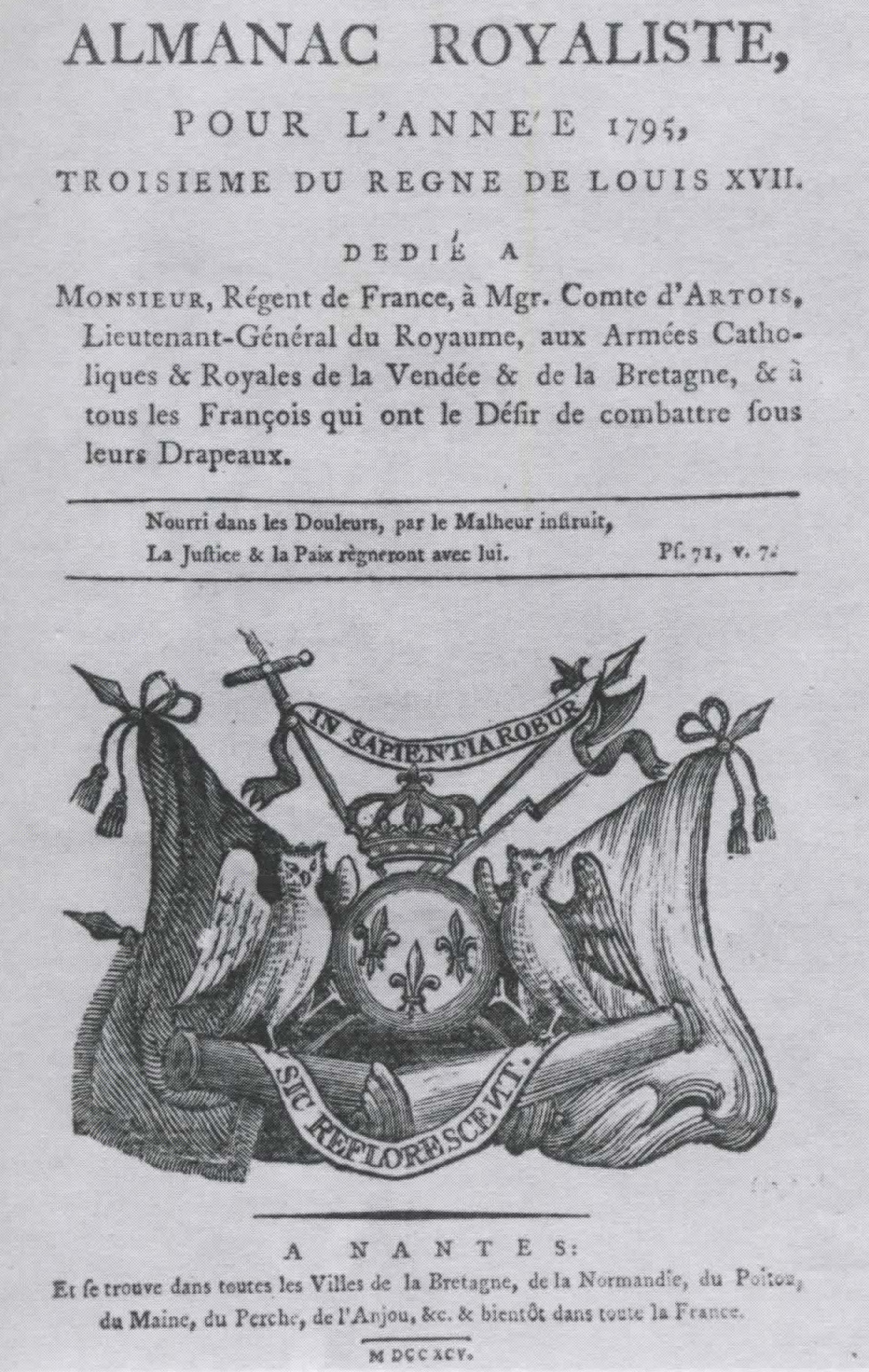
Almanach royaliste de 1795.

Un écusson, portant les armes de France (Les trois fleurs de lys) et pour support deux chouettes, avec cette double devise : en tête, « IN SAPIENTIA ROBUR » (« la force est dans la sagesse »), et au bas, « SIC REFLORESCENT » (« ainsi refleuriront [les lys] »), que l'on trouve sur quelques publications émanées des Agences royalistes d'Angleterre, notamment sur le frontispice de l’Almanach Royaliste pour l'année 1795, troisième du règne de Louis XVII, à Nantes (Londres) et se trouve dans toutes les villes de la Bretagne, de la Normandie, du Poitou, du Maine, du Perche, de l'Anjou, etc., et bientôt dans toute la France, MD CC XCV, in-8o, semble contenir une sorte de consécration officielle de l'oiseau des ténèbres, qui est aussi celui de Minerve, comme emblème de la Chouannerie.
L'ancien général en chef des chouans, Joseph de Puisaye, écrit dans ses mémoires :

« Les Chouans étaient fiers de leur nom, car qui est-ce qui ignore que dans les révolutions, les injures des ennemis sont des titres de gloire. Des hommes aussi ineptes que froids ont voulu, depuis, lui substituer celui de Royalistes seul. Ils connaissaient mal le cœur humain; mais comme nous n'avons jamais été d'accord eux et moi, pas plus sur les sentiments que sur les idées, j'avais donné pour sceau à tous les Comités les armes de France supportées par deux Chats-huans, avec cette légende, non moins allusive aux sottises des prétendus contre-révolutionnaires, qu'à notre oiseau favori : In sapientia robur. Je fis graver ce sceau sur les boutons des officiers et des soldats ; les Comtes du Trésor et d'Oilliamson l'adoptèrent pour leurs corps. On ne m'a pas pardonné l'allusion ; mais comme elle était juste, on ne s'est récrié que contre la prétendue profanation. Les fleurs de lys supportées par des Chats-huans ! glapissaient, avec dédain, ces eunuques contre-révolutionnaires ! Et par qui vouliez-vous donc qu'elles le fussent, êtres lâches et stupides ? Il ne vous manquait, après les avoir laissées tomber dans la boue, que d'injurier ceux qui, en les relevant, vous avaient ouvert la route que vous auriez dû leur tracer ! »